# الجبهة الوطنية الديمقراطية لبودولاند
الجبهة الوطنية الديمقراطية لبودولاند هي منظمة انفصالية مسلحة تسعى إلى إنشاء دولة مستقلة ذات سيادة تسمى بودولاند لشعب بودو في أسام، الهند. يصنف هذا التنظيم كمنظمة إرهابية من قبل الحكومة الهندية.